# Marija Fabković
Marija Fabković rođ. Frechova (Prag, 8. veljače 1833. – Zagreb, 24. srpnja 1915.), bila je hrvatska prosvjetna radnica, pedagoginja i spisateljica, rođenjem Čehinja iz Praga. Bila je prva kvalificirana učiteljica tjelovježbe za građanske i učiteljske škole, borkinja za prava žena u Hrvatskoj.
Suprug joj je učitelj, pedagog,  pisac, novinar i novinski urednik Skender Fabković iz Samobora.

## Životopis
Rodila se je u Pragu 1833. godine. U rodnom je gradu završila pučku i učiteljsku školu te večernju školu za više obrazovanje žena. Bila je članicom Sokola. Ondje je uvidjela koliko je važna tjelovježba, pa je poslije u karijeri bila promicala vrijednosti tjelesnog odgoja u intelektualnom, moralnom i zdravstvenom razvitku mladeži po čemu je bila među prvima u Hrvatskoj. Prihvatila je napredne pedagoške metode svog vremena te se borila za nastavu koja će odgajati i duh i tijelo. Radi boljeg predavanja nastave, položila je ispite iz francuskog jezika, gimnastike, matematike i prirodopisa.
Supruga Skendera Fabkovića je upoznala u Pragu, udala se te se je uskoro s njime odselila u Hrvatsku. Bila je suosnivačicom i članicom Hrvatskog pedagoško-književnog zbora i jedina žena među osnivačima i članovima. Hrvatsko je domoljublje obilježavalo i nju i supruga. Pisalo se o njoj "žena je bistra, čelična duha i ushićena srca, koja je prirasla narodu hrvatskom kao vlastita kći."

## Nagrade
- 1869.: Nagrada iz zaklade Ivana N. grofa Draškovića, za prijevod knjige Jean Macé, Dogadjaji zalogaja hljeba.